# Limosa fedoa
La pittima marmoreggiata (Limosa fedoa Linnaeus, 1758) è un uccello della famiglia degli Scolopacidae.

## Descrizione

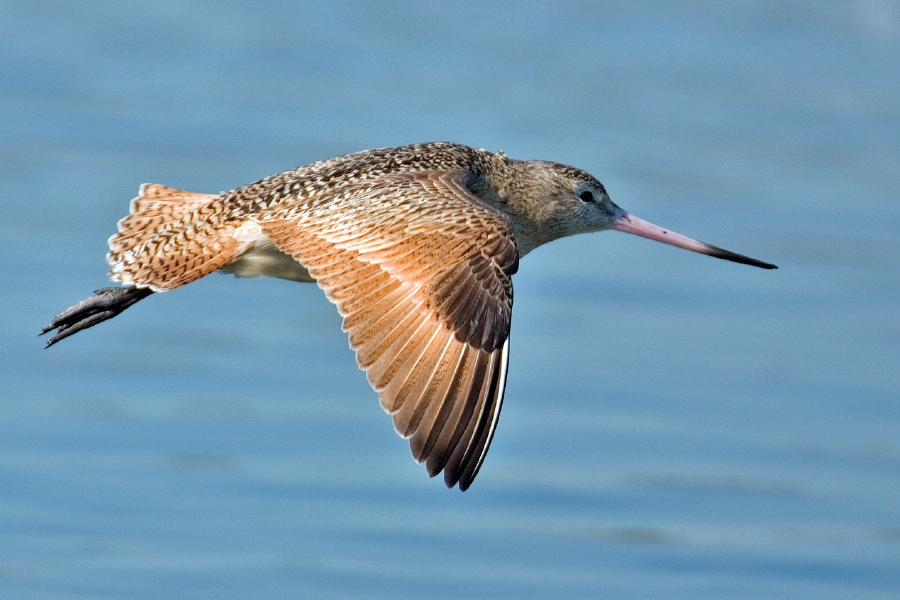
Il color cannella delle ali nel volo.

Gli adulti hanno lunghe zampe parzialmente plumate nella parte superiore e di colore grigio-bluastro, e un lungo becco di colore rosato con la punta scura. Il collo, il petto e il ventre sono marron chiaro con striature scure, mentre il dorso è più scuro e chiazzato. In volo le ali appaiono di un caldo color cannella.

## Biologia
Si procacciano il nutrimento scandagliando i tratti fangosi delle paludi o lungo le coste alla ricerca di piccoli crostacei, ma non disdegnano occasionalmente anche piccoli ciuffi di piante acquatiche. Nelle zone a bassa vegetazione si cibano anche di insetti che catturano a vista.

## Distribuzione e habitat
Questa pittima vive in tutto il Nord America, dall'Alaska ai Caraibi, e nel Sud America occidentale, dal Venezuela al Cile. È accidentale in Argentina, Grenada e Giamaica.

## Sistematica
Limosa fedoa ha due sottospecie:
- L. fedoa beringiae
- L. fedoa fedoa